# 往來戶口

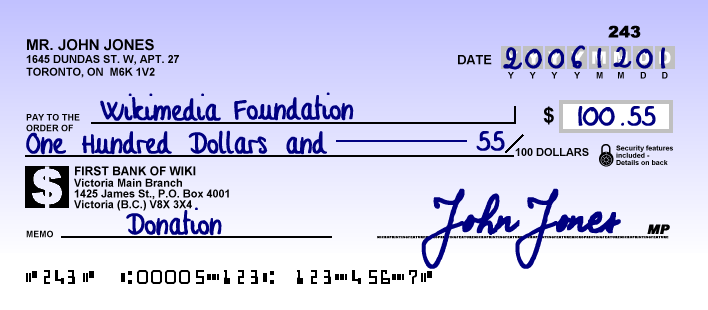
这张支票是活期存款的传统付款方式。

往來戶口又名往來帳戶，是一般銀行服務的其中一種，主要讓存戶可以透過支票來付賬。往來戶口的普遍程度，很大程度受到當地的付款文化及往來戶口設立的限制而受影響。舉例說，在北美地區，以支票付賬很普遍，所以要設立往來戶口亦很方便；相反的，在香港，要設立一個往來戶口，需要提交很多證明文件，使往來戶口的設立變得困難，亦使用支票付款反而沒有信用卡付款的普遍。
過往的往來戶口只為客戶提供付款服務，但由於銀行同業競爭激烈，現時不少銀行都有為往來戶口提供免退票保證或透支服務。一般的往來戶口都沒有存款利息，以用作抵銷服務收費，但現時有些銀行已開始為往來戶口提供存款利息。例如在英國，除了商業的往來戶口沒有利息之外，當地四大銀行（滙豐銀行、巴克萊銀行、勞合銀行及西敏銀行）都有為個人往來戶口提供0.1%的存款利息。

## 會計名詞
由於英、美的會計習慣差異，「往來戶口」在兩地亦有不同的名稱。在英國，往來戶口稱為“Current Account”；而在美國，則稱為「支票戶口」，也就是“checking account”（“checking”是美式英語，相等於英式英語的“chequeing”，解作「用支票付款」，而不是解作「檢查」）。